# هاجيمي كازومي
هاجيمي كازومي (باليابانية: 数見肇؛ بالكانا: かずみ はじめ) هو لاعب كاراتيه ياباني، ولد في 14 ديسمبر 1971 في كاواساكي في اليابان.

## وصلات خارجية
- الموقع الرسمي